# هنري هولت
هنري هولت (بالإنجليزية: Henry Holt)‏ هو سياسي أمريكي، ولد في 13 نوفمبر 1887 في الولايات المتحدة، وتوفي في 2 مارس 1944 في نفس البلد. حزبياً، نشط في North Dakota Democratic Party ‏. وقد انتخب نائب حاكم شمال داكوتا ‏.